# Döntött törzsű evezés
A döntött törzsű evezés kedvelt súlyzós gyakorlat mind a testépítők, mind az erőemelők körében. Leginkább a széles hátizmot fejleszti, de hatással van a mély hátizmokra, a rombuszizomra, a trapézizomra, a deltaizom hátsó részére és az alkarra is.

## Variációk
- Döntött törzsű evezés rúddal (kétkezes):[3] a lábak vállszélességben, a térdek enyhén behajlítva, a törzs általában 45 fokos szögben megdöntve, de akár a talajjal párhuzamos is lehet. A rudat két kézzel fogják vállszélességben, befelé néző tenyérrel, majd a rudat a törzs felé mozgatják. A törzs nagyobb dőlésszöge a hát felső részét, kisebb dőlésszöge az alsó részét dolgoztatja inkább. Szélesebb fogással, a hát belső része fog dolgozni, szűkebb fogással a külső része.[2]
  - Pendlay-evezés:[3][5] Glenn Pendlay után kapta a nevét; a gyakorlat során a törzs párhuzamos a talajjal.
  - Yates-evezés:[6][3] Dorian Yates-ről kapta a nevét. A mozdulatot fordított fogással végzik, a törzs csak enyhén, maximum 30°-ban dől meg.
- Kétkezes döntött törzsű evezés kézisúlyzóval:[3] a kétkezes rudas gyakorlat kézisúlyzóval kivitelezve.
- Egykezes döntött törzsű evezés kézisúlyzóval („fűrészelés”):[3] ehhez a gyakorlathoz egyenes padot használnak, az egyik kéz és láb a padon támaszkodik. A másik kézben tartott súlyzót a csípő felé húzzák, vállmagasságig vagy még feljebb. Ez a gyakorlat leginkább a hát felső részét veszi igénybe, a széles hátizmot, valamint a karhajlító izmokat.[7]
  - Kroc-evezés:[5] Matt Kroczaleski után kapta a nevét. rendkívül nehéz súlyokkal végzik, akár 140 kilogrammal is, amihez már szükséges lehet gurtni használata.
- Egykezes döntött törzsű evezés rúddal:[3][8] a kézisúlyzós egykezes evezéshez hasonló, azonban itt a súlyt rúdra pakolják, és a rudat kell egyik végénél fogva felemelni a földről, ami extra instabilitást is eredményez.
- Döntött törzsű evezés T-rúddal: az erre a célra szolgáló T-rúd fogantyúit kell megragadni, 45°-os szögben tartani a törzset és a rudat a mellkas felé húzni.[9]

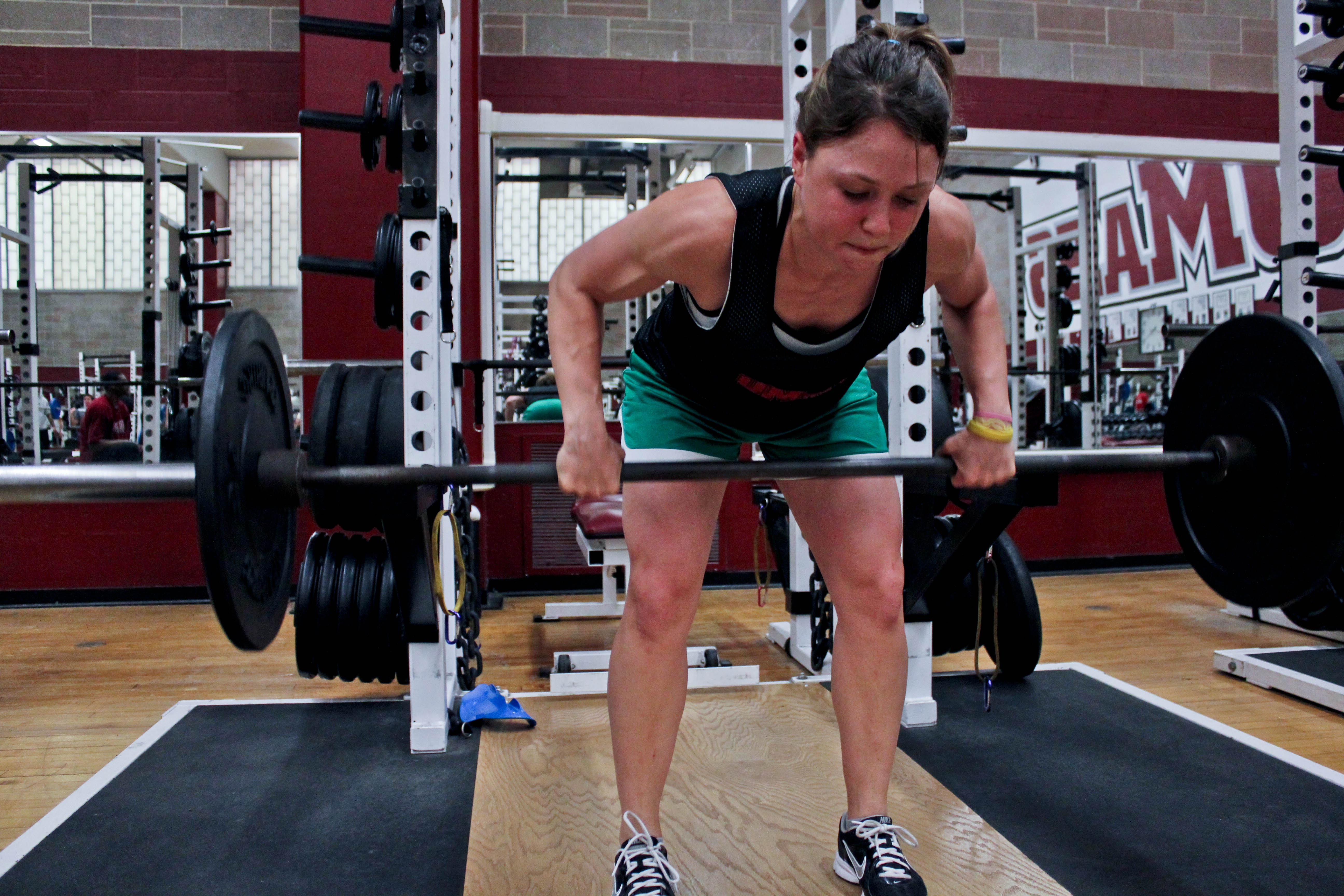
Döntött törzsű evezés rúddal
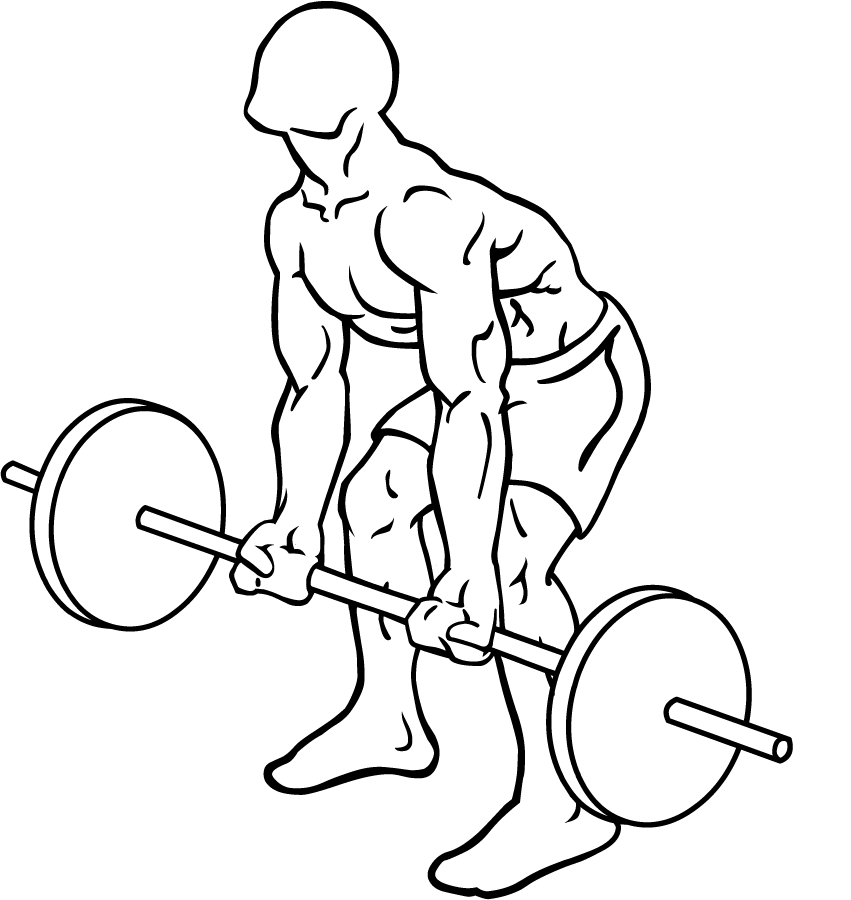
Fordított fogással
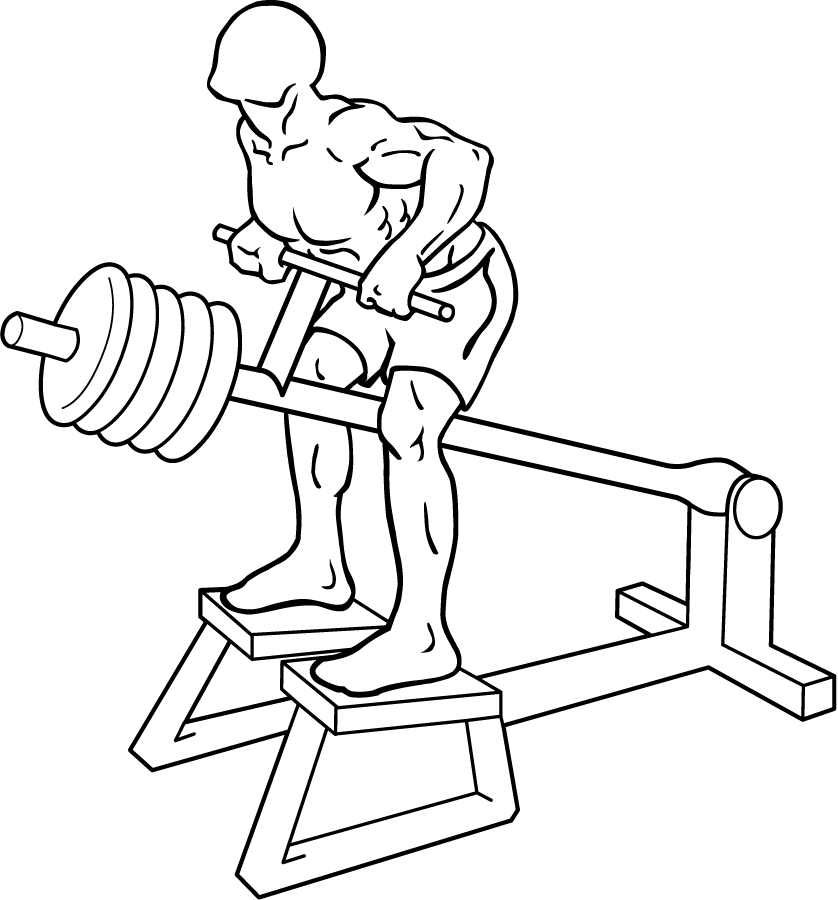
T-rúddal
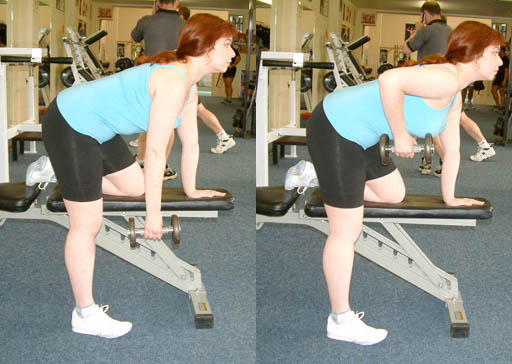
Egykezes kézisúlyzós evezés („fűrészelés”)
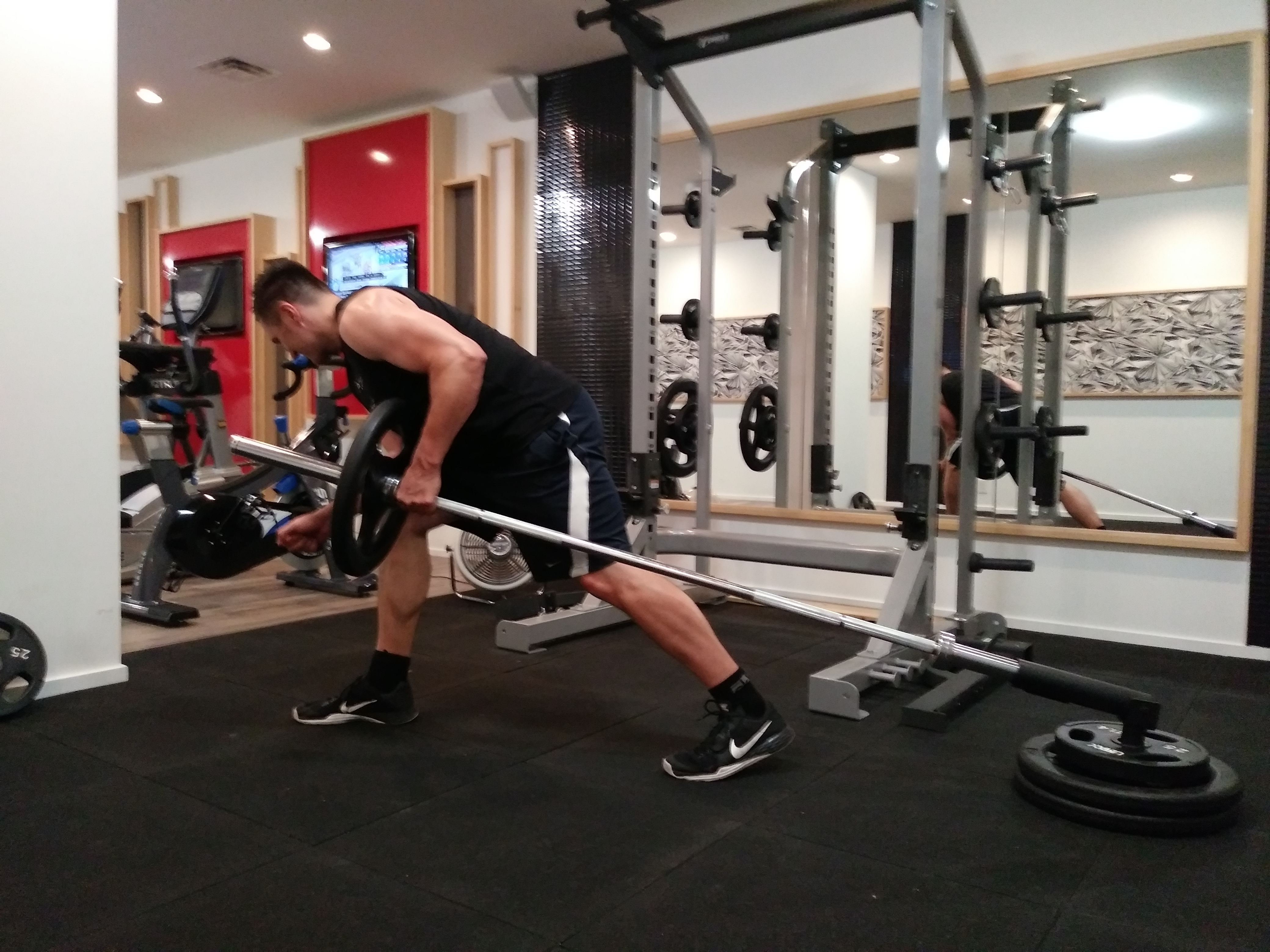
Egykezes evezés rúddal